# 蒂爾登 (內布拉斯加州)
蒂爾登（英語：Tilden）是位於美國內布拉斯加州安蒂洛普縣及麥迪遜縣的城市。

## 人口
根據2020年美國人口普查的數據，蒂爾登的面積為2.01平方千米，皆為陸地。當地共有人口992人，而人口密度為每平方千米494人。